# Metviken
Metviken (finska: Onkilahti) är en vik i Finland. Den ligger söder om halvön Brändö i Vasa i landskapet Österbotten, i den västra delen av landet, 400 km nordväst om huvudstaden Helsingfors.